# 그리스의 지진 목록

1900년–2023년 그리스와 인접 국가의 지진 지도

그리스의 지진 목록은 역사 시대 동안 그리스에 영향을 미친 주요 지진을 나열한 목록이다. 이 목록은 현재 불완전하며 발생했던 지진 중 일부만을 나타낸다.

## 지체 구조
그리스는 동부 지중해의 아프리카판과 유라시아판 사이의 복잡한 경계 지역에 있다. 그리스 북부는 유라시아판 위에 있으며 남부는 에게해판에 있다. 에게해판은 유라시아판에 대해 약 30mm/yr의 속도로 남서쪽으로 이동하고 있으며, 아프리카판은 약 40mm/yr의 속도로 에게해판 아래로 섭입하고 있다. 북부 판 경계는 상대적으로 분산된 발산 경계이며, 남부 수렴 경계는 헬레닉호를 형성한다.
이 두 판 경계는 두 가지 대조적인 지체 구조 양식을 보인다. 서 및 중앙 그리스, 펠로폰네소스반도, 북부 에게해 전역의 동서 방향 단층대에서 신장 단층이, 남서-북동 방향 단층대에서 주향이동 단층이, 남부 에게해에서 충상 단층이 이오니아 제도까지 이어진다. 남에게주는 화산호가 위치한 곳으로 확장 특성을 보인다. 크레타를 따라 헬레니카 아크 동쪽에서는 일부 확장과 함께 주향이동 단층이 중요해진다.
역사적으로 가장 큰 규모의 지진은 헬레닉호와 관련된 것이지만, 계기 관측으로는 약 M7.2를 넘는 지진은 관측되지 않았다. 서기 365년과 1303년의 지진은 이보다 훨씬 컸을 가능성이 있다. 그리스 본토에서는 정단층으로 인한 지진이 규모 M7까지 발생하며, 북부 에게해에서는 규모 M7.2의 주향이동 단층 지진이 기록되었다. 섭입하는 아프리카판 내에서 발생한 규모 M7 이상의 대형 중간 깊이(50 km 초과) 지진도 기록되었지만, 이러한 지진은 널리 느껴지더라도 피해는 거의 유발하지 않는다.

## 지진
| 날짜          | 장소                                   | 위도   | 경도    | 사망자  | 지진 규모               | MMI   | 설명 | 출처            |
| ------------- | -------------------------------------- | ------ | ------- | ------- | ----------------------- | ----- | --- | --------------- |
| 2022-01-09    | 플로리나, 서마케도니아주               | 40.842 | 21.376  |         | 5.5 Mw                  | VII   | 플로리나의 여러 주택과 건물이 손상되었고, 아기아 파라스케비 마을의 빈 집 한 채가 붕괴되었다. 두 명이 병원에 입원했다. | USGS            |
| 2021-10-12    | 라시티현                               | 35.193 | 26.256  |         | 6.4 Mw                  | VIII  | 제로캄포스 마을의 예배당이 지진으로 파괴되었다. | USGS            |
| 2021-09-27    | 크레타                                 | 35.252 | 25.260  | 1       | 6.0 Mw                  | VIII  | | USGS            |
| 2021-03-03    | 라리사                                 | 39.755 | 22.176  | 1       | 6.3 Mw                  | VIII  | 1명 사망 3명 부상 | USGS            |
| 2020-12-02    | 테베                                   | 38.33  | 23.4644 |         | 5.1 Mw                  | VI    | 칼리티아 마을의 묘지가 완전히 파괴되었고, 같은 마을에서 6cm의 지반 변위가 관측되었다. | [ 10 ] [ 11 ]   |
| 2020-10-30    | 사모스섬 근처, 에게해                  | 37.897 | 26.795  | 119     | 7.0 Mw                  | X     | 그리스: 19명 부상, 십대 2명(15세, 17세) 사망. 튀르키예: 지진으로 1,034명 추가 부상, 117명 사망. | USGS            |
| 2020-03-21    | 파르가, 이피로스                       | 39.357 | 20.638  |         | 5,7Mw                   | VII   | 지진은 특히 테스프로티아와 프레베자에서 강하게 느껴져 사람들이 거리로 나왔고, 이오아니나, 아르타, 케르키라섬 및 전반적인 넓은 지역에서 느껴졌으며, 카날라키에 심각한 피해를 입혔다. (2명 부상)                                             | USGS            |
| 2019-11-27    | 에게해, 안티키티라섬 해상              | 35.63  | 23.21   |         | 6.1 Mw                  | VI    | 진원 깊이가 56km에 달하여 300km 이상 떨어진 곳에서도 느껴졌다. 일부 피해가 발생했다. | CNN             |
| 2019-07-19    | 아테네                                 | 38.095 | 23.525  |         | 5.3 Mw                  | VII   | 7명 부상, 건물에 물적 피해, 지진의 진앙은 아테네 북서쪽 23km, 진원 깊이는 10km | USGS            |
| 2019-03-30    | 갈락시디                               | 38.366 | 22.394  |         | 5.4 Mw                  | VII   | 건물 내부에 경미한 손상이 관측되었고, 파트라에서는 기둥이 집 밖으로 튀어나왔다 | USGS            |
| 2018-10-26    | 이오니아해, 자킨토스 해상              | 37.478 | 20.56   |         | 6.8 Mw                  | VI    | 해수면 변화가 관측되어 지역 쓰나미 경보가 발령되었다. | USGS            |
| 2017-07-21    | 코스섬                                 | 36.57  | 27.27   | 2       | 6.6 Mw                  | VII   | 그리스에서 2명 사망, 150명 부상, 튀르키예에서 370명 부상 | BBC             |
| 2017-06-12    | 레스보스섬                             | 38.93  | 26.37   | 1       | 6.3 Mw                  | IX    | 10명 이상 부상, 섬 곳곳에 심각한 피해 |                 |
| 2015-11-17    | 레프카다                               | 38.67  | 20.6    | 2       | 6.5 Mw                  | VIII  | 4명 부상, 에그렘니 해변에서 산사태로 2명 사망. | [ 24 ]          |
| 2014-05-24    | 림노스섬                               | 38.11  | 23.60   | 3       | 6.9 Mw                  | VIII  | 그리스에서 3명 사망, 324명 부상 보고, 수십 채의 가옥 붕괴. | [ 25 ]          |
| 2008-07-15    | 도데카니사 제도                        | 35.93  | 27.81   | 1       | 6.4 Mw                  | VII   | |                 |
| 2008-06-22    | 메토니, 펠로폰네소스반도               | 36.00  | 21.90   |         | 6.0 Mw                  | VIII  | 주 진동 전에 4회의 전진이 발생함 / 2월 14일부터 시작된 지진군 | [ 26 ]          |
| 2008-06-08    | 펠로폰네소스반도                       | 37.96  | 21.53   | 2       | 6.4 Mw                  | VIII  | 240명 부상 |                 |
| 2008-02-20    | 메토니, 펠로폰네소스반도               | 37.96  | 21.53   |         | 6.1 Mw                  | V     | 지진군 | [ 27 ]          |
| 2008-02-14    | 메토니, 펠로폰네소스반도               | 37.96  | 21.53   |         | 6.7 Mw & 6.6 Mw         | V+    | 약 두 시간 간격으로 연이어 발생한 지진 / 경미한 피해 / 연중 계속된 지진군 | [ 28 ]          |
| 2008-01-06    | 레오니디오, 아르카디아                 |        |         |         | 6.6 Mw                  |       | | [ 29 ]          |
| 2006-01-08    | 키티라섬                               | 36.26  | 23.46   | 1       | 6.7-6.9 Mw              | VII   | 3명 부상 | [ 30 ]          |
| 2005-10-18    | 자킨토스                               |        |         |         | 6.0 Mw                  |       | 부상이나 피해 없음 | [ 31 ]          |
| 2003-08-14    | 레프카다                               | 39     | 21      |         | 6.4 Mw                  | VIII  | | [ 32 ]          |
| 2002-01-22    | 크레타 – 카르파토스섬                  | 35.56  | 26.73   |         | 6.6 Mw                  |       | 부상이나 피해 없음 | [ 33 ]          |
| 1999-09-07    | 아테네                                 | 38.06  | 23.51   | 143     | 6.0 Mw                  | IX    | 1,600명 부상 / 30억~42억 달러 피해 |                 |
| 1995-06-15    | 아이요                                 | 38.40  | 22.28   | 26      | 6.4 Mw                  | VIII  | 60명 부상 / 6억 6천만 달러 피해 | NGDC,           |
| 1995-05-13    | 코자니–그레베나                        | 40.15  | 21.70   |         | 6.6 Mw                  | VIII  | 12-25명 부상 / 4억 5천만 달러 피해 | NGDC,           |
| 1990-12-21    | 구메니사 – 에데사                      | 40.92  | 22.36   | 1       | 6.1 Mw                  | VI    | 에데사에서 1명 사망 / 60명 부상 | USGS            |
| 1990-06-16    | 프레베자현                             | 39.1   | 20.4    |         | 6.0 M                   | VI    | 1명 부상 | [ 37 ]          |
| 1988-10-16    | 킬리니                                 |        |         |         | 6.0 M                   |       | | [ 38 ]          |
| 1986-09-13    | 칼라마타                               | 37.01  | 22.18   | 20+     | 6.0 Mw                  | X     | 300명 부상 / 5백만 달러 피해 | [ 39 ] [ 40 ]   |
| 1981-12-19    | 레스보스섬                             | 39.00  | 25.26   |         | 7.2                     | VIII  | 7개 건물 붕괴 | [ 41 ]          |
| 1981-02-24    | 아테네 – 동부 코린토스만, 할키온 제도. | 38.22  | 22.93   | 20–22   | 6.7 Ms                  | IX    | 500명 부상 / 8억 1,200만 달러 피해 / 아테네 주변 22,554개 건물 파괴 / 국부적 쓰나미. 2회의 강한 여진 발생 (6.4 Ms 및 6.3 Ms) | [ 42 ] [ 43 ]   |
| 1980-07-09    | 알미로스, 마그네시아현                 | 39.27  | 22.83   |         | 6.5                     | VIII  | 24명 부상 / 5,222개 건물 완전 파괴 | [ 44 ]          |
| 1978-06-20    | 테살로니키                             | 40.6   | 23.2    | 45–50   | 6.2–6.5 Mw              | VIII  | 100–220명 부상 | [ 45 ]          |
| 1973-11-29    | 팔라이오호라, 크레타                   | 35.18  | 23.75   |         | 6.0 Mw                  | VII+  | | [ 46 ]          |
| 1968-02-19    | 아요스 에프스트라티오스, 에게해        | 39.37  | 25.96   | 20      | 7.1–7.2 Mw              | X     | 39명 부상 / 국부적 쓰나미 | NGDC,           |
| 1967-05-01    | 드로소피게, 아르타현                   | 39.47  | 21.25   | 9       | 6.4                     | IX    | 56명 부상 | [ 48 ]          |
| 1966-10-26    | 카투나, 에톨로아카르나니아현           | 38.78  | 21.11   | 1       | 6.0                     | VIII  | 43명 부상 | [ 49 ]          |
| 1966-09-01    | 메갈로폴리스, 아르카디아               | 37.39  | 22.14   |         | 5.4                     | VIII  | 24명 부상 | [ 50 ]          |
| 1966-02-05    | 크레마스타호, 에브리타니아현           | 39.05  | 21.75   | 1       | 6.2                     | IX    | 65명 부상 / 731개 건물 붕괴 | [ 51 ]          |
| 1965-07-06    | 에라테이니, 포키스현                   | 38.27  | 22.30   | 1       | 6.3                     | VIII  | 6명 부상 / 575개 건물 붕괴 | [ 52 ]          |
| 1965-04-09    | 칸다노스, 크레타                       | 35.13  | 24.31   |         | 6.1                     | VI+   | | [ 53 ]          |
| 1965-04-05    | 아피디차, 아르카디아                   | 37.40  | 22.10   | 18      | 6.1                     | VIII  | 17명 부상 / 1,426개 건물 붕괴 | [ 54 ]          |
| 1965-03-09    | 알로니소스섬                           | 39.16  | 23.89   | 2       | 6.1                     | IX    | 2명 부상 / 1,941개 건물 붕괴 | [ 55 ]          |
| 1959-05-14    | 피치디아, 크레타                       | 35.00  | 24.72   |         | 6.3                     | VIII+ | 8명 부상 | [ 56 ]          |
| 1957-04-25    | 로도스섬                               | 36.50  | 28.60   |         | 7.2                     | VIII  | 튀르키예 해안에서 18명 사망, 3,000개 건물 파괴 | [ 57 ]          |
| 1956-07-09    | 아모르고스섬                           | 36.67  | 25.957  | 53      | 7.5 Mw                  | IX    | 에게해 전체에 영향을 미친 쓰나미 유발 / 100명 부상 | [ 58 ]          |
| 1955-07-16    | 사모스섬 – 아가토니시                  | 37.55  | 27.05   |         | 6.9                     | VIII  | 2명 부상 | [ 59 ]          |
| 1955-04-19    | 레호니아, 마그네시아현                 | 39.37  | 23.00   | 1       | 6.2                     | VIII  | 41명 부상 | [ 60 ]          |
| 1954-04-30    | 소파데스, 카르디차현                   | 39.28  | 22.29   | 25–31   | 6.7-7.0 Mw              | IX    | 6,559개 건물 파괴 | [ 61 ] [ 62 ]   |
| 1953-10-21    | 칸딜라, 에톨로아카르나니아현           | 38.60  | 20.96   |         | 6.3                     | VIII  | | [ 63 ]          |
| 1953-08-09    | 케팔로니아섬, 자킨토스                 | 38.18  | 20.94   | 445–800 | 6.4 Mw, 6.8 Mw & 7.2 Mw | X     | 사흘 간 두 번의 전진과 한 번의 주요 지진 발생 / 2,412명 부상 / 케팔로니아, 자킨토스, 이타카섬이 평평해졌다. 이 세 섬의 33,300개 건물 중 27,659개가 완전히 파괴되었다.                                                                      | [ 64 ]          |
| 1947-10-06    | 메시니아, 펠로폰네소스반도             | 36.96  | 21.68   | 3       | 7.0                     | IX    | 20명 부상 | [ 65 ]          |
| 1941-03-01    | 라리사, 테살리아                       | 39.67  | 22.54   | 40      | 6.3                     | VIII  | 100명 부상 / 라리사 시내 건물의 10%가 완전히 파괴되었고 60%가 심각하게 손상되었다. | [ 66 ]          |
| 1938-07-20    | 오로포스, 동아티키현                   | 38.29  | 23.79   | 18      | 6.0                     | VIII  | 107명 부상 / 8,000명 이재민 | [ 67 ]          |
| 1933-04-23    | 코스섬                                 | 36.8   | 27.3    | 74-200  | 6.6                     | IX–X  | 600명 부상 | [ 68 ] [ 69 ]   |
| 1932-09-26    | 이예리소스                             | 39.8   | 23.8    | 161–491 | 7.0 Ms                  | X     | 쓰나미 / 669명 부상 / 4,106개 건물 파괴 | [ 70 ]          |
| 1928-04-22    | 코린토스                               | 38     | 23      | 20      | 6.3 Ms                  | IX    | 3,000채 주택 파괴 / 쓰나미 | NGDC,           |
| 1917-12-24    | 나프파크토스                           | 38.40  | 21.70   |         | 6.0                     | VIII  | | [ 72 ]          |
| 1914-11-27    | 레프카다                               | 38.72  | 20.62   | 16      | 6.3                     | IX    | 소규모 쓰나미 | ,               |
| 1904-08-11    | 사모스섬                               | 37.66  | 26.93   | 4       | 6.8                     | VIII  | 7명 부상 / 540개 건물 파괴 | [ 74 ]          |
| 1903-08-11    | 이오니아해, 키티라섬                   | 36.00  | 23.00   |         | 7.9 Mw                  | IX    | 쓰나미 | [ 75 ]          |
| 1902-08-11    | 아시로스, 테살로니키현                 |        |         | 5       | 6.6 Mw                  | IX    | | [ 76 ]          |
| 1895-05-14    | 파라미티아, 테스프로티아현             |        |         | 75      | 6.3 Mw                  |       | 46명 부상 | [ 77 ]          |
| 1894-04-27    | 아탈란티                               | 38.65  | 23.08   | 255     | 6.7 Mw & 7.0 Mw         | XI    | 7일 간격으로 발생한 두 차례의 지진 / 3,783개 건물 파괴 | [ 78 ]          |
| 1893-05-23    | 테베                                   | 38.31  | 23.25   | 2       | 6.2                     | VIII  | 사용 가능한 자료에 따르면, 지진 활동은 3월 26일 규모 5.1의 지진으로 시작되었고, 다음 날 규모 5.2의 지진이 발생했다. 지진 진동은 5월 22일까지 작은 규모로 계속되었다. 그날 저녁 규모 5.5의 지진이 발생했고, 24시간 후 주요 진동이 강타했다. | [ 79 ]          |
| 1893-04-17    | 자킨토스                               |        |         |         | 6.4                     | IX    | 섬의 4,500개 건물 중 2,000개가 완전히 파괴되었다. | [ 80 ]          |
| 1893-02-09    | 사모트라키섬                           | 40.59  | 25.53   | 1       | 6.8                     | IX    | 10-20명 부상 | [ 81 ]          |
| 1889-10-13/14 | 레스보스섬                             |        |         | 36      | 6.7                     |       | 200명 부상 | [ 82 ]          |
| 1886-08-27    | 필리아트라                             | 37.10  | 21.50   | 326–600 | 7.5                     | X     | 796명 부상 / 6,000채 건물 붕괴 또는 심각한 손상 / 123개 마을 파괴 / 쓰나미 | NGDC,           |
| 1881-04-03    | 히오스섬, 체슈메, 알라차티             | 38.30  | 26.20   | 3,550   | 6.5-7.3                 | XI    | 7,000명 부상 | [ 84 ]          |
| 1870-08-01    | 아라호바                               | 38.48  | 22.55   | 117     | 6.8                     | VIII  | 380명 부상 / 2,000채 건물 파괴 | [ 85 ]          |
| 1869-12-16    | 레프카다                               |        |         | 15      | 6.4                     |       | 20-25채의 집만 남았다 | [ 86 ]          |
| 1867-03-07    | 레스보스섬                             | 39.2   | 26.4    | 550     | 6.8-7.0                 | X     | 816명 부상 / 10,275개 건물 손상 | NGDC,           |
| 1867-02-04    | 리크수리, 케팔로니아섬                 | 38.4   | 20.2    | 200–224 | 7.2                     | X     | 2,612개 건물 붕괴 | NGDC,           |
| 1866-01-31    | 산토리니섬                             |        |         |         | 6.1                     | VIII  | 네아 카메니 화산이 분출하여 두 개의 작은 섬을 만들기 시작했다. | [ 89 ]          |
| 1865-07-23    | 레스보스섬                             |        |         | 10      | 6.7                     | IX    | | ,               |
| 1861-12-26    | 발리미티카, 아하이아현                 | 38.25  | 22.16   | 20      | 6.7                     | IX    | 코린토스만에서 쓰나미 발생 | [ 91 ]          |
| 1858-02-09    | 코린토스                               |        |         | 21      | 6.7                     |       | 65명 부상 | [ 92 ]          |
| 1856-10-12    | 로도스섬, 크레타                       | 35.5   | 26      | 538     | 8.2                     | XI    | 638명 부상 / 16,512채 주택 파괴 / 쓰나미 | NGDC,           |
| 1853-08-18    | 테베 (그리스)                          |        |         | 13      | 6.8                     |       | 테베 시의 대부분 건물 파괴 | NGDC,           |
| 1846-06-11    | 메시니, 메시니아현                     |        |         | 30      | 6.5                     |       | 2,500채 건물 파괴 | NGDC,           |
| 1840-10-30    | 자킨토스                               | 38     | 21      | 12      |                         | X     | | NGDC            |
| 1837-03-20    | 이드라섬, 사로니코스만                 |        |         | 1       | 6.2 Mw                  | VII   | | [ 97 ]          |
| 1829-05-05    | 크산티, 서트라키아                     | 41.1   | 24.5    |         | 7.3 Mw                  | IX    | 크산티 시는 거의 파괴되었다. 드라마(X)는 시 군에 있는 많은 마을과 마찬가지로 거의 완전히 파괴되었다. | [ 98 ]          |
| 1825-01-19    | 레프카다                               |        |         |         | 6.5 Mw                  | X     | | [ 99 ]          |
| 1817-08-23    | 헬리케                                 |        |         |         | 6.6 Mw                  |       | |                 |
| 1810-02-16    | 크레타, 이라클리오                     | 35.5   | 25.6    | 2,000   | 7.5 Mw                  | X     | |                 |
| 1804-06-08    | 파트라                                 | 38.1   | 21.7    | 10      | 6.4 Mw                  | IX    | | [ 100 ] [ 101 ] |
| 1752-07-29    | 동트라키아                             | 41.41  | 26.61   | >100    | 7.5 Mw                  | VIII  | 하프사(IX)와 하스쾨이 시는 평평해졌고, 아드리안오폴리스(에디르네)와 동트라키아의 다른 도시들도 큰 피해를 입었다. | [ 102 ] [ 103 ] |
| 1677          | 바실리카, 테살로니키                   | 40.558 | 23.040  |         | 6.2 Mw                  | VIII  | 바실리카와 테살로니키 동쪽의 여러 마을이 심각한 피해를 입었다 | [ 104 ]         |
| 1630-03-09    | 크레타                                 |        |         |         |                         |       | |                 |
| 1481-05-03    | 로도스섬                               | 36.0   | 28.0    | 30,000  | 7.1 Ms                  | X     | 쓰나미 |                 |
| 1303-08-08    | 크레타, 알렉산드리아                   | 35.0   | 27.0    | 수천 명 | ~8                      | IX    | 대규모 쓰나미 유발; 알렉산드리아의 등대에 심각한 피해 | [ 105 ]         |
| 856년 12월    | 코린토스                               | 37.9   | 22.9    | 45,000  |                         |       | | [ 106 ]         |
| 515           | 로도스섬                               |        |         |         |                         |       | 앰브레이시스는 이 야간 지진으로 인한 사망자 수가 많고 피해가 심각했다고 진술한다. | [ 107 ]         |
| 365-07-21     | 크레타, 알렉산드리아                   | 35.0   | 23.0    | 수천 명 | 8.5+                    |       | 지중해에서 알려진 가장 큰 지진으로 여겨진다. 크레타 일부를 12미터 들어올려 심각한 피해를 입혔고, 알렉산드리아를 황폐화시킨 쓰나미를 유발했다. 심각한 인명 피해와 크레타의 100개 이상 도시가 파괴되었다.                                    | [ 108 ]         |
| 기원전 226년  | 로도스섬                               | 36.43  | 28.21   |         |                         |       | 로도스의 거상이 넘어졌다. 수천 채의 가옥이 붕괴되었다. | [ 109 ]         |
| 기원전 426년  | 스카르페이아, 에비아만                 | 38.85  | 22.78   | 2,550   | 7.0                     | IX    | 역사가 투키디데스는 같은 해에 발생한 말리아만 쓰나미가 지진으로 인해 발생했다고 결론지었으며, 이는 그러한 연관성을 처음으로 인정한 사례이다.                                                                                               | [ 110 ] [ 111 ] |
| 기원전 464년  | 스파르타                               | 37.08  | 22.43   | ~20,000 | 7.2 Ms                  | IX    | 사망자 수는 약 20,000명으로 추정되지만, 이 숫자는 논쟁의 여지가 있다. 지진은 스파르타 헬로트들에게 귀족 통치자들에 대항하여 반란을 일으킬 기회를 주었다.                                                                                   | [ 112 ]         |

## 같이 보기
- 그리스의 지리

## 참고 문헌
- NGDC (1972), 《Search result: Country=Greece》 (Data Set), 미국 지구물리 데이터 센터, NOAA, doi:10.7289/V5TD9V7K
- Utsu, T. R. (2002), 〈A List of Deadly Earthquakes in the World: 1500–2000〉, 《International Handbook of Earthquake & Engineering Seismology》, Part A, Volume 81A Fir판, 아카데믹 프레스, ISBN 978-0-12-440652-0